# 霍元甲 (2007年电视剧)
《霍元甲》，是2007年根据中国武术家霍元甲的故事拍攝製作的古装电视剧，其中很多人物包括陈真都是虚构人物。由鞠觉亮导演，郑伊健、陈小春、周牧茵、梁家仁、丁莉、屈玥主演。2008年本剧的续集《精武陳真》播出。

## 演员表
- 郑伊健 饰 霍元甲（配音：张震）
- 陈小春 饰 陈真（配音：陈浩，霍元甲的徒弟）
- 周牧茵 饰 赵倩男（配音：金雁，赵声显的女儿）
- 梁家仁 饰 霍恩第（配音：陆建艺，霍元甲的父亲）
- 修庆 饰 龙海生（配音：金永钢，赵倩男的表哥）
- 丁莉 饰 王云（配音：李世荣，霍元甲的妻子）
- 屈玥 饰 王秀芝（配音：李世荣，王希文的下属，陈真的爱人）
- 侯煜 饰 刘振声（配音：姜广涛，霍元甲的朋友、徒弟）
- 张颂文 饰 农劲荪（同盟会会员，霍元甲精武门的支持者）
- 刘家荣 饰 赵声显（配音：宣晓鸣，霍恩第的师弟）
- 袁顺义 饰 程天笑（配音：白马，霍恩第的师兄，陈真第一个师傅）
- 吴毅将 饰 大刀王五（配音：李立宏）
- 葛蕾 饰 霍姚氏（配音：林兰，霍元甲的母亲）
- 徐二牛 饰 霍怀山（霍元甲的叔叔）
- 李耀敬 饰 霍元武（配音：张磊，霍元甲的兄弟）
- 陈凯 饰 霍元英（配音：姜广涛，霍元甲的兄弟）
- 刘卫华 饰 王希文（配音：宣晓鸣，日本间谍）
- 何金灵 饰 伊藤（配音：郭金非）
- 严洪智 饰 宫本（日本武师）
- 叶勇 饰 赵振南（赵声显的儿子）
- 张大雷 饰 赵振北（赵声显的儿子）
- 李振起 饰 刘尧（镖局镖头，霍恩第、赵声显的朋友）
- 李庆祥 饰 龙绍基（龙海生的父亲）
- 王飞鸿 饰 路大安（霍元甲的徒弟）
- 王希 饰 小梅（赵倩男的仆人）